# Saigon Execution

Saigon Execution - ảnh do Eddie Adams chụp năm 1968

Saigon Execution (Vụ hành quyết tại Sài Gòn) là tên của một tấm ảnh nổi tiếng do phóng viên nhiếp ảnh người Mỹ Eddie Adams, hãng AP thực hiện vào năm 1968. Với tấm ảnh Adams đã giành giải Pulitzer vào năm 1969. Năm 2007, bức ảnh này được tạp chí Mental Floss bầu chọn là một trong 13 tấm ảnh đã làm thay đổi bộ mặt thế giới. Bức ảnh của Eddie Adams đã ghi lại một trong những khoảnh khắc tàn nhẫn tại cuộc chiến Việt Nam trong chiến dịch Mậu Thân.

## Thông tin về bức ảnh

### Tác giả
Sự kiện này đã được phóng viên chiến trường người Mỹ đi theo Quân lực Việt Nam Cộng Hòa là ký giả Eddie Adams chụp.

### Bối cảnh
Trong bài The Saigon Execution viết về một cuộc phỏng vấn với Hal Buell, khi đó là sếp của Eddie tại New York, ông kể lại: "Adams theo dõi hai người lính Việt Nam Cộng hòa kéo một người tù ra khỏi một cái cổng ở cuối phố. Những người lính vừa kéo vừa đẩy một người có vẻ là Việt Cộng mặc áo sơ mi kẻ, tay bị trói sau lưng. Họ dẫn người đàn ông về phía Adams và Võ Sửu".
Eddie Adams nói: "Tôi dõi máy theo ba người đó, chụp một kiểu ảnh. Khi họ đến gần - cách khoảng 5 foot - những người lính dừng lại và lui về phía sau. Tôi thấy một người đàn ông từ bên trái bước vào trong vùng ngắm máy ảnh của tôi. Ông ta rút một khẩu súng lục ra khỏi bao và nâng lên. Tôi không hề nghĩ là ông ta sẽ bắn. Người ta thường chĩa súng vào đầu người tù khi hỏi cung. Do đó tôi chuẩn bị chụp ảnh về sự đe dọa, cuộc thẩm vấn. Nhưng nó đã không xảy ra. Người đàn ông chỉ rút một khẩu súng lục ra, chĩa vào đầu người Việt Cộng và bắn vào thái dương anh ta. Đúng lúc đó tôi chụp bức ảnh"... Cùng lúc ấy, phóng viên đài ABC của Úc là Neil Davis cũng quay phim.

### Thời gian và địa điểm
Có nhiều thông tin khác nhau về thời gian và địa điểm xảy ra sự kiện Nguyễn Ngọc Loan bắn người trên đường phố Sài Gòn.
Về thời gian, có hai thông tin khác nhau:
- Ngày 1 tháng 2 năm 1968, tức mồng Một Tết Mậu Thân, theo BBC và nhiều tờ báo khác.[4]
- Ngày 5 tháng 2 năm 1968, tức mồng 5 Tết Mậu Thân, theo ông Lê Ngọc Cung, phóng viên AP đi theo tướng Nguyễn Ngọc Loan, người được cho là nhân chứng, vì khi đó chiến sự đã giảm nên các phóng viên mới đi theo được.[7]

Về địa điểm, có ba thông tin khác nhau:
- Khu vực gần Chợ Lớn, theo đài BBC và nhiều nguồn tin khác.[8][9][10]
- Ngã tư Ngô Gia Tự và Sư Vạn Hạnh, theo ông Lê Ngọc Cung cựu phóng viên hãng AP là người được xem là nhân chứng xác nhận người bị bắt và bị bắn.[7][11]
- Đường Lý Thái Tổ, gần Ngã Bảy.[11]

### Những người trong ảnh
Khi viết về sự kiện hay về tấm ảnh này, một số báo chí nước ngoài cho rằng người trong ảnh là Nguyễn Văn Lém, nhưng một số báo khác chỉ nói về người bắn là Nguyễn Ngọc Loan mà không đề cập đến người bị bắn. Báo chí trong nước cũng đăng tin tương tự.
Người bắn súng: tướng Nguyễn Ngọc Loan
Người bị bắn: Các báo nước ngoài cho rằng người bị bắn là một lính biệt động tên Nguyễn Văn Lém. Tổng hợp thông tin từ một bộ phim tài liệu Việt Nam có tên Từ một tấm ảnh cho biết: Khi có phóng viên hãng Novosty đặt câu hỏi về gia đình Bảy Lốp, đại tá Nguyễn Phương Nam nguyên cán bộ Sở Ngoại vụ Thành phố Hồ Chí Minh, người có nhiều quan hệ với đặc công, tìm hiểu thông tin và biết được rằng: "ngày mồng một Tết Mậu Thân có một mũi tấn công của quân Giải phóng miền Nam vào Bộ Tư lệnh Hải quân Việt Nam Cộng hòa và người chỉ huy là Bảy Lốp, chỉ huy phó là Hai Ly, theo đó Bảy Lốp bị bắt và bị đưa đến Bộ Tư lệnh cảnh sát dã chiến Việt Nam Cộng hòa, nhưng không rõ Bảy Lốp bị đưa đi đâu". Kết hợp với tin của phóng viên người Nhật lúc đó thì có người bị cảnh sát dã chiến đưa đến đường 20 cũ tức đường Lý Thái Tổ hiện nay và bị bắn. Nguyễn Phương Nam phóng to bức ảnh và cho rằng cách chỗ bị bắn có một hiệu giày khoảng 100m. Từ đó ông đi tìm gia đình Bảy Lốp. Vào năm 1985, Đoàn đại biểu của đảng Cộng sản Nhật Bản đã sang thăm và tìm hiểu. Nhờ bức ảnh của đoàn Nhật mà vợ Nguyễn Văn Lém khẳng định đó là chồng mình và bà cho rằng "chồng (bà) đã bị Nguyễn Ngọc Loan bắn năm 1968".
Tuy nhiên cũng theo bộ phim trên thì chưa thể khẳng định chính xác người bị bắn tên gì:"Chuyện xảy ra vào năm Mậu Thân – 1968, một chiến sĩ Cách mạng bị đem ra xử tử ngay trên đường phố Sài Gòn. Lúc đầu, người ta cho rằng người chiến sĩ bị ấy là đồng chí Bảy Lốp nhưng sau này, có nguồn tin cho rằng người chiến sĩ ấy không phải là Bảy Lốp mà là Bảy Nà (Lê Công Nà)."

## Nguyên nhân vụ xử bắn
Ngày mùng 2 Tết Mậu Thân, trong cuộc chiến trên đường phố khốc liệt, một tù binh bị bắt và đưa đến Chuẩn tướng Nguyễn Ngọc Loan, Tổng Giám đốc Tổng Nha Cảnh sát Quốc gia trên đường Lý Thái Tổ. Khi tù binh bị bắt và giải đến, tướng Loan đã hành quyết người này nhanh chóng bằng một khẩu súng lục .38 Special Smith & Wesson Model 38 "Bodyguard", ngay trước ống kính của nhiếp ảnh gia hãng tin AP Eddie Adams và phóng viên truyền hình NBC News Võ Sửu. Bức ảnh và đoạn phim đã được phát sóng trên toàn thế giới, cũng cố cho phong trào phản chiến; Adams đã đoạt giải Pulitzer vào năm 1969 cho bức ảnh của mình.
Nguyên nhân vụ xử bắn là không rõ ràng, mỗi nguồn lại kể một câu chuyện khác nhau, nhìn chung đều là có động cơ trả thù:
- Do ông Loan nghe tin bạn bị giết: theo Neil Davis trong cuốn In the Frontline có kể câu chuyện rằng tướng Loan hôm đó nghe tin người bạn đồng nghiệp cảnh sát và cả gia đình ông này, trong đó có hai đứa bé con đỡ đầu của tướng Loan, bị đối phương giết chết vài giờ trước đó. Khi nghe có 1 đặc công Việt Cộng bị bắt gần khu vực nhà người bạn bị giết này, ông Loan tức giận nên quyết định xử bắn tại chỗ.[17] Tuy nhiên không có chứng cứ nào để chứng minh câu chuyện này là có thật.
- Do ông Loan muốn trút giận và trả thù: theo Lê Ngọc Cung, phóng viên hãng AP, người tự nhận là nhân chứng của sự kiện thì người trong ảnh bị lính Việt Nam Cộng hòa bắt sau một trận giao chiến, và lý do ông Loan xử bắn tù binh chỉ đơn giản là tức giận vì "quân Giải phóng đã giết nhiều lính của Việt Nam Cộng hòa", khi thấy có tù binh thì ông Loan đã trút giận lên người này.

## Xác định tiêu chuẩn tù binh
Theo Công ước Genève về đối xử nhân đạo với tù binh, vì người bị bắn chỉ mặc thường phục, nên anh ta có thể không được xem là tù binh chiến tranh mà sẽ được coi là tù binh dân sự.

## Ảnh hưởng tác động của bức ảnh
Đài BBC nhận định, bức ảnh đã gây sốc cho nhân dân Mỹ. Những người phản chiến dùng bức ảnh của Eddie Adams để phản bác lại tuyên bố của Chính phủ Hoa Kỳ cho rằng cuộc chiến đang nghiêng về phía chính quyền hiếu chiến Hoa Kỳ và Việt Nam Cộng hòa. Tháng 3 năm 1968 diễn ra cuộc biểu tình phản chiến bạo lực ở Hoa Kỳ và trong tháng 10 cảnh sát đã đụng độ với những người biểu tình. Một năm sau đó, hàng triệu người Mỹ xuống đường đòi rút quân Mỹ trở về.
Bốn năm sau, Chính phủ Hoa Kỳ phải rút quân Mỹ về nước trên cơ sở Hiệp định Paris ký ngày 27 tháng 1 năm 1973. Và cuộc chiến kết thúc hai năm sau đó bằng thắng lợi của Quân Giải phóng miền Nam Việt Nam.
Hơn 10 năm sau Tết Mậu Thân đã có rất nhiều nhà báo nước ngoài đến Việt Nam tìm hiểu về người bị giết. Qua nguồn tin của Bộ tư lệnh thành phố và cơ quan báo chí Sở Ngoại vụ, phóng viên báo Novosty đã cho đăng bài trên báo Tuổi trẻ nhan đề "Anh Bảy Lốp... khoảnh khắc đi vào bất tử" và đặt câu hỏi về tung tích gia đình Bảy Lốp. Kỷ niệm 20 năm Tết Mậu Thân, báo Tuổi trẻ có bài "Chuyện mới về anh Bảy Lốp" của phóng viên Bích Vy. 30 năm sau sự kiện Tết Mậu Thân, hãng phim Tài liệu và Khoa học Trung ương đã làm bộ phim Từ một tấm ảnh để tìm hiểu về người chiến sĩ bị bắt và bị bắn chết.
Nguyễn Ngọc Loan bị phong trào phản chiến Hoa Kỳ xem là một biểu tượng của sự dã man tàn bạo. Sau này ông cũng gặp nhiều khó khăn trong cuộc sống vì bức ảnh này, ngay cả sau khi đã di cư sang Hoa Kỳ.

## Sự ám ảnh của người chụp ảnh
Adams đã đoạt giải thưởng Pulitzer nhờ tấm ảnh này vào năm 1969, nhưng nó cũng ám ảnh ông suốt cuộc đời còn lại, và ông đã không treo nó trong phòng ảnh của ông. Adams không cho rằng hành động của tướng Loan là đúng, nhưng theo ông thì trong bối cảnh đó, hành động tàn bạo của tướng Loan chỉ là bộc phát từ mong muốn trả thù, tội lỗi của tướng Loan không đến mức phải chịu sự dày vò suốt đời.